# Oliver Hardy

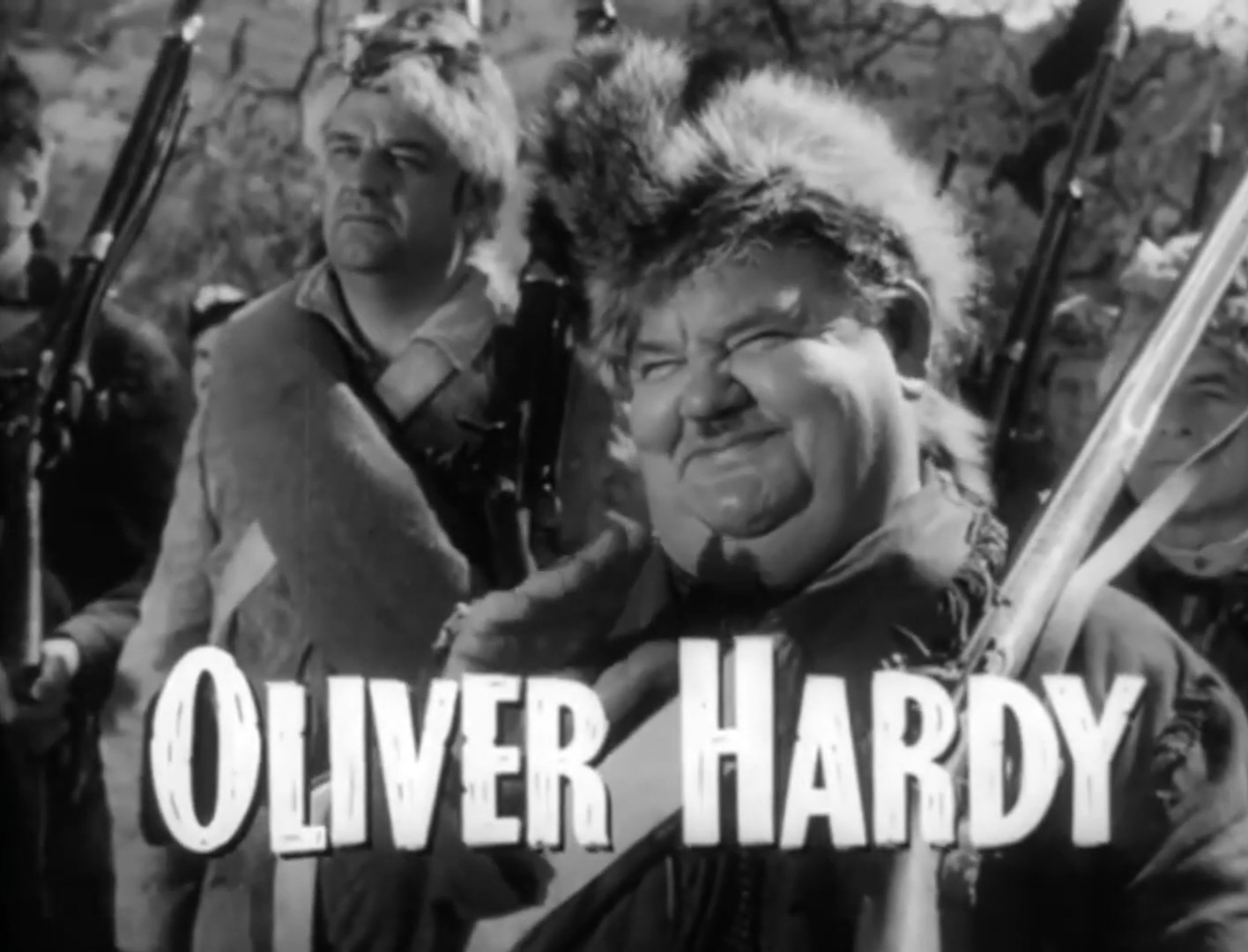
Oliver Hardy i Männen från Kentucky (1949)

Oliver Hardy, eg. Oliver Norvell Hardy, Jr., född 18 januari 1892 i Harlem, Georgia, död 7 augusti 1957 i North Hollywood, Los Angeles, Kalifornien, var en amerikansk komiker och skådespelare, Helan i Helan och Halvan.

## Biografi
Oliver Hardy började sin karriär som 8-åring med att sjunga i en "minstrel show". Hans far var advokat och Hardy själv skrev in sig vid University of Georgia för att studera juridik, men hoppade av studierna, och startade istället 1910 en liten biograf. 1913 fick han arbete hos ett filmbolag i Florida och erhöll småroller i en rad filmer. Bland hans filmer på egen hand märks Outwitting Dad (1913), Trollkarlen från Oz (1925; som Tin Man) och Doktorn i dilemma (1939; Zenobia) . Totalt spelade han med i över 400 filmer.
Tillsammans med Stan Laurel bildade han vad som skulle komma att bli ett av filmhistoriens mest framgångsrika komikerpar, Helan och Halvan. Första gången Laurel och Hardy förekom i samma film var redan i A Lucky Dog från 1921 (inspelad två år tidigare), men det var först 1927 som det "riktiga" filmparet bildades. 
Hardy drabbades 1956 av ett slaganfall som han aldrig riktigt återhämtade sig från och han avled 1957.
I filmen Helan & Halvan från 2018 spelas Hardy av John C. Reilly.

## Utmärkelser
Asteroiden 2866 Hardy är uppkallad efter honom.

## Filmografi
Detta är Oliver Hardys filmer som skådespelare utan Stan Laurel. För filmer med Stan Laurel se Lista över filmer med Helan och Halvan. 
Om inte annat anges står Hardy som "Babe Hardy" på rollistan. 

### 1914
- Outwitting Dad (som O.N. Hardy)
- Casey's Birthday
- Building a Fire
- He Won a Ranch
- The Particular Cowboys
- For Two Pins
- A Tango Tragedy
- A Brewerytown Romance
- The Female Cop
- Good Cider
- Long May It Wave
- Who's Boss?
- His Sudden Recovery
- The Kidnapped Bride
- Worms Will Turn
- The Rise of the Johnsons (som Oliver Hardy)
- He Wanted Work
- They Bought a Boat
- Back to the Farm
- Making Auntie Welcome
- Never Too Old
- The Green Alarm (som O.N. Hardy)
- A Fool There Was
- Pins Are Lucky (som O.N. Hardy)
- Jealous James
- When the Ham Turned
- The Smuggler's Daughter
- She Married for Love
- The Soubrette and the Simp
- Kidnapping the Kid
- The Honor of the Force
- She Was the Other
- The Daddy of Them All
- Mother's Baby Boy
- The Servant Girl's Legacy
- He Wanted His Pants
- Dobs at the Shore
- The Fresh Air Cure
- Weary Willie's Rags

### 1915
- The Tramps (som Oliver Hardy)
- The New Adventures of J. Rufus Wallingford (som O.N. Hardy)
- Ethel's Romeos
- Charley's Aunt (som Oliver Hardy)
- What He Forgot
- They Looked Alike
- Spaghetti a la Mode
- Gus and the Anarchists
- Cupid's Target
- Shoddy the Tailor
- The Prize Baby
- An Expensive Visit (som Oliver Hardy)
- Cleaning Time
- Mixed Flats (som Oliver Hardy)
- Safety Worst
- The Twin Sister (som Oliver Hardy)
- Who Stole the Doggies? (som Oliver Hardy)
- Baby (som Oliver Hardy)
- A Lucky Strike (som Oliver Hardy)
- Matilda's Legacy (som Oliver Hardy)
- Capturing Bad Bill
- Her Choice
- Cannibal King
- It May Be You (som O.N. Hardy)
- What a Cinch
- Poor Baby (som O.N. Hardy)
- Not Much Force (som O.N. Hardy)
- The Dead Letter
- Clothes Make the Man (som O.N. Hardy)
- The Haunted Hat
- Avenging Bill
- The Simp and the Sophomores (som O.N. Hardy)
- Babe's School Days
- Fatty's Fatal Fun
- Something in Her Eye
- The Crazy Clock Maker
- The Midnight Prowlers
- Pressing Business
- Love, Pepper and Sweets
- A Janitor's Joyful Job
- Strangled Harmony
- Speed Kings
- Mixed and Fixed
- Ups and Downs

### 1916
- Bouncing Baby (som Oliver Hardy)
- This Way Out
- Chickens
- Frenzied Finance
- A Special Delivery
- Busted Hearts
- A Sticky Affair
- Bungles' Rainy Day
- One Too Many
- Bungles Enforces the Law
- The Serenade
- Bungles' Elopement
- Nerve and Gasoline
- Bungles Lands a Job
- Their Vacation
- Mamma's Boys
- The Battle Royal
- All for a Girl
- Hired and Fired
- What's Sauce for the Goose
- The Brave Ones
- The Water Cure
- Thirty Days
- Baby Doll
- The Schemers
- Sea Dogs
- Hungry Hearts
- Never Again
- The Lottery Man (som Oliver Hardy)
- Better Halves
- Edison Bugg's Invention
- A Day at School
- A Terrible Tragedy
- Spaghetti
- Aunt Bill
- The Heroes
- It Happened in Pikesville
- Human Hounds
- Dreamy Knights
- Life Savers
- Their Honeymoon
- The Try Out
- An Aerial Joyride (som Oliver Hardy)
- Sidetracked
- Stranded
- Love and Duty
- The Reformers
- Royal Blood
- The Candy Trail
- The Precious Parcel
- A Maid to Order
- Twin Flats
- A Warm Reception
- Pipe Dreams
- Mother's Child
- Prize Winners
- Ambitious Ethel
- The Guilty Ones
- He Winked and Won
- He Went and Won
- Fat and Fickle

### 1917
- The Prospectors (som Oliver Hardy)
- The Modiste
- Little Nell
- The Boycotted Baby
- The Love Bugs
- The Other Girl
- A Mix Up In Hearts
- Wanted - A Bad Man
- Back Stage
- The Hero
- Dough Nuts
- Cupid's Rival
- The Villain
- The Millionaire
- The Goat
- The Fly Cop
- The Chief Cook
- The Candy Kid
- The Hobo
- The Pest
- The Band Master
- The Slave (som Oliver Hardy)

### 1918
- The Stranger (som Oliver Hardy)
- Globe Hotel
- Bright and Early
- The Rogue
- His Day Out (som Oliver Hardy)
- The Orderly
- The Scholar
- The Messenger
- The Handy Man
- The Straight and Narrow
- Playmates
- Beauties in Distress
- Business Before Honesty
- Hello Trouble
- Painless Love
- The King of the Kitchen
- He's in Again

### 1919
- Hop, the Bellhop
- The Freckled Fish
- Lions and Ladies
- Soapsuds and Sapheads
- Hearts in Hock
- Jazz and Jailbirds
- Mules and Mortgages
- Tootsies and Tamales
- Healthy and Happy
- Flips and Flops
- Yaps and Yokels
- Mates and Models
- Dull Care
- Squabs and Squabbles
- Bungs and Bunglers
- The Head Waiter
- Switches and Sweeties (som Oliver Hardy)

### 1920
- Dames and Dentists (som Oliver Hardy)
- Maids and Muslin
- Squeaks and Squawks
- Distilled Love
- Fists and Fodder
- Pals and Pugs
- He Laughs Last
- Springtime
- The Decorator
- The Stage Hand
- Married to Order
- The Trouble Hunter
- His Jonah Day
- The Backyard

### 1921
- The Nuisance
- The Mysterious Stranger
- The Blizzard
- The Bakery
- The Rent Collector
- The Tourist
- The Fall Guy
- The Bell Hop

### 1922
- The Sawmill
- The Show
- A Pair of Kings
- Golf
- Fortune's Mask (som Oliver Hardy)
- Little Wildcat (som Oliver Hardy)
- The Agent
- The Counter Jumper

### 1923
- No Wedding Bells
- The Barnyard
- The Midnight Cabaret
- The Gown Shop
- Lightning Love
- Horseshoes

### 1924
- Trouble Brewing
- The Girl in the Limousine
- Her Boy Friend (som Oliver N. Hardy)
- Kid Speed (som Oliver N. Hardy)

### 1925
- Stick Around
- Hey, Taxi!
- Wizard of Oz (som Oliver N. Hardy)
- Rivals (som Oliver Hardy)
- Wild Papa
- Fiddlin' Around (som Oliver Hardy)
- Isn't Life Terrible?
- Hop to It!
- The Joke's on You (som Oliver Hardy)
- Yes, Yes, Nanette
- They All Fall
- Should Sailors Marry? (som Oliver Hardy)
- The Perfect Clown (som Oliver Hardy)

### 1926
- Stop, Look and Listen
- A Bankrupt Honeymoon
- Wandering Papas
- Madame Mystery (som Oliver Hardy)
- Say It with Babies
- Long Fliv the King (som Oliver Hardy)
- The Cow's Kimona (i bortklippta scener)
- The Gentle Cyclone (som Oliver Hardy)
- Thundering Fleas (som Oliver Babe Hardy)
- Along Came Auntie (som Oliver Hardy)
- Crazy Like a Fox (ej med på rollistan)
- Bromo and Juliet (som Oliver Hardy)
- Be Your Age (som Oliver Hardy)
- The Nickel-Hopper (ej med på rollistan)

### 1927
- Two-Time Mama
- Should Men Walk Home? (som Oliver Hardy)
- Why Girls Say No (som Oliver Hardy)
- The Honorable Mr. Buggs (som Oliver Hardy)
- No Man's Law (som Oliver Hardy)
- Crazy to Act (som Oliver Hardy)
- Love 'Em and Weep (som Oliver Hardy)
- Fluttering Hearts (som Oliver Hardy)
- Baby Brother (som Oliver Hardy)
- Now I'll Tell One (som Oliver Hardy)
- Love 'Em and Feed 'Em (som Oliver Hardy)

### Senare filmer
- Doktorn i dilemma (som Oliver Hardy) (1939)
- Männen från Kentucky (som Oliver Hardy) (1949)
- Broadway Bill (1950) (ej krediterad)

### Obekräftade filmframträdanden
- The Artist's Model (1916)
- Terrible Kate (1917)
- His Movie Mustache (1917)
- Bad Kate (1917)
- This Is Not My Room (1917)
- Pipe Dreams and Prizes (1920)
- The Perfect Lady (1924)
- Roaring Lions at Home (1924)
- Laughing Ladies (1925)